# Swatch
Swatch (cách điệu thành swatch) là một nhà sản xuất đồng hồ Thụy Sĩ được thành lập vào năm 1983 bởi Nicolas Hayek và một công ty con của The Swatch Group. Dòng sản phẩm Swatch được phát triển như một phản ứng với "cuộc khủng hoảng thạch anh" những năm 1970 và 1980, trong đó đồng hồ kỹ thuật số do châu Á sản xuất đang cạnh tranh với đồng hồ cơ truyền thống do châu Âu sản xuất.
Cái tên Swatch là một sự thu hẹp của "đồng hồ thứ hai" - second watch, vì đồng hồ này được dùng như một phụ kiện rẻ tiền chỉ dùng một vài lần.

## Lịch sử

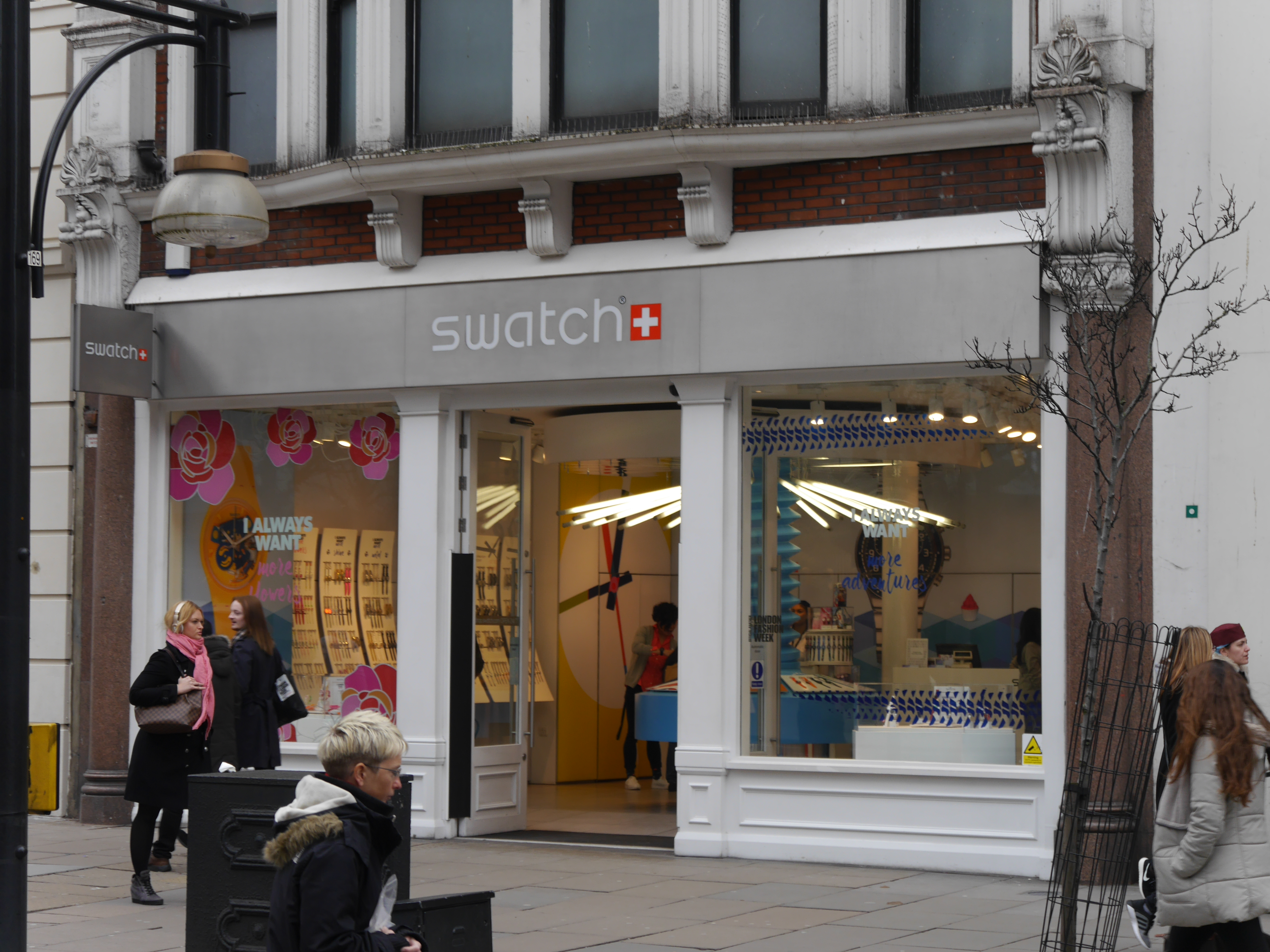
Cửa hàng swatch, đường Oxford, London, 2016

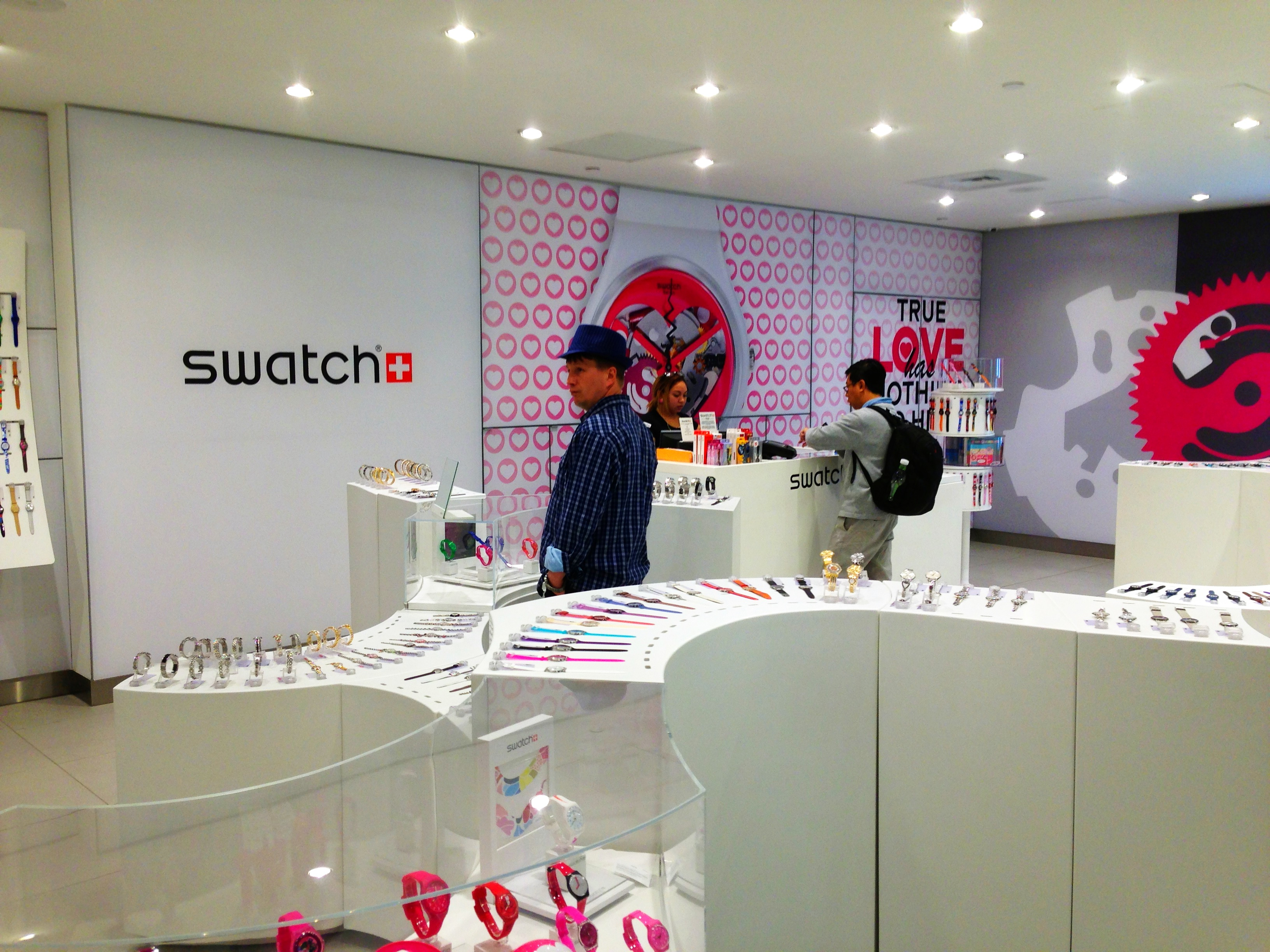
SNội thất cửa hàng swatch

Swatch bắt đầu phát triển vào đầu những năm 1980, dưới sự lãnh đạo của Giám đốc điều hành của ETA SA, Ernst Thomke với một nhóm kỹ sư đồng hồ nhỏ do Elmar Mock và Jacques Müller lãnh đạo.
Được coi là một máy chấm công tiêu chuẩn bằng nhựa, Franz Sprecher, một nhà tư vấn tiếp thị được Thomke thuê để đưa ra dự án cho người ngoài, tìm cách tạo ra một dòng đồng hồ hợp thời trang với khái niệm tiếp thị và nhận diện thương hiệu đầy đủ.
Swatch ban đầu được dự định để chiếm lại thị phần nhập cảnh bị mất bởi các nhà sản xuất Thụy Sĩ trong cuộc khủng hoảng thạch anh và sự phát triển tiếp theo của các công ty Nhật Bản như Seiko và Citizen trong những năm 1960 và 1970, và phổ biến lại đồng hồ analog vào thời điểm kỹ thuật số đồng hồ đã đạt được phổ biến rộng rãi.
Năm 1983, nhóm đã thuê Jacques Irniger - người trước đây từng là giám đốc tiếp thị cho Colgate, Nestlé- để ra mắt mẫu màu.
Năm 1997, nhóm Swatch đã mở khoảng 60 cửa hàng trên toàn thế giới. 
Bộ sưu tập đầu tiên gồm mười hai mẫu Swatch được giới thiệu vào ngày 1 tháng 3 năm 1983 tại Zürich, Thụy Sĩ. Ban đầu, giá dao động từ 39,90 CHF đến 49,90 CHF nhưng được chuẩn hóa thành 50,00 CHF vào mùa thu cùng năm. Mục tiêu doanh số đã được đặt thành một triệu đồng hồ cho năm 1983 và 2,5 triệu vào năm sau. Với một chiến dịch tiếp thị tích cực và mức giá tương đối thấp cho một chiếc đồng hồ do Thụy Sĩ sản xuất, nó đã trở nên phổ biến ngay lập tức tại thị trường quê nhà Thụy Sĩ. So với đồng hồ thông thường, Swatch rẻ hơn 80% để sản xuất bằng cách tự động hóa lắp ráp và giảm số lượng bộ phận từ 91 thông thường trở lên xuống chỉ còn 51 thành phần, không mất độ chính xác.. 
Doanh nhân người Lebanon, Nicolas G. Hayek, với một nhóm các nhà đầu tư Thụy Sĩ, đã tiếp quản phần lớn cổ phần của Swatch trong năm 1985 trong tập đoàn mới hợp nhất dưới tên gọi Soce Suisse de Microelectronique et d'Horlogerie, hoặc SMH, trở thành Chủ tịch của Hội đồng quản trị và Giám đốc điều hành vào năm 1986 (sau này đổi tên đáng kể thành Tập đoàn Swatch), tiếp tục phát triển để đạt được vị thế thương hiệu đồng hồ Thụy Sĩ lớn trên toàn thế giới hiện nay với mức giá thấp hơn.